# Karl Picard
Karl Picard, auch: Carl, (* 10. März 1845 in Schlotheim, Schwarzburg-Rudolstadt; † 31. Mai 1913 in Sondershausen, Schwarzburg-Sondershausen) war ein deutscher Paläontologe, Botaniker, Geologe, Mineraloge, Lehrer und Rektor der Bürgerschule in Sondershausen. Sein offizielles botanisches Autorenkürzel lautet K.Picard.

## Leben

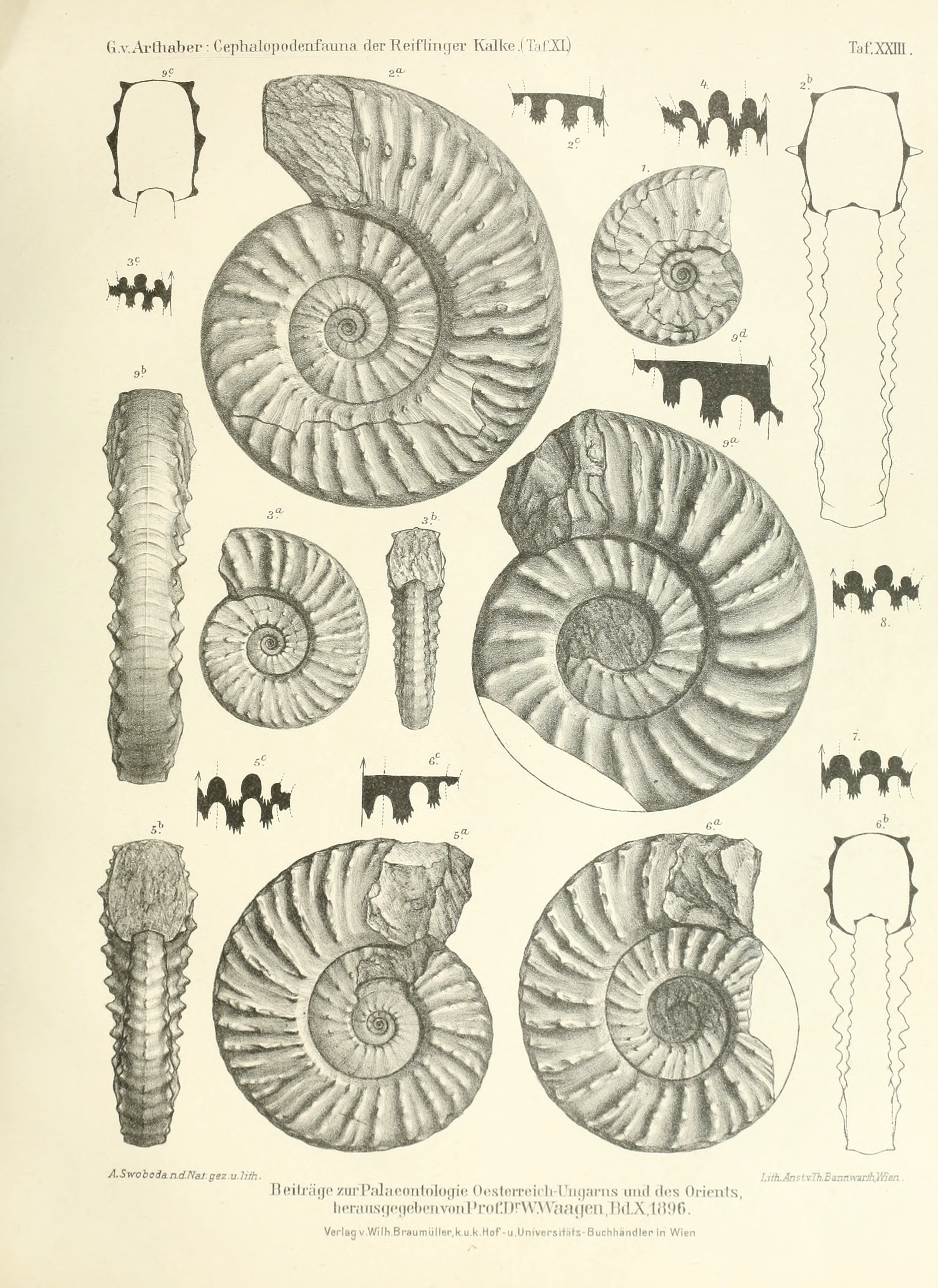
Ammoniten der Gattung Balatonites, 1896.

Nach dem Schulbesuch in Sondershausen und einer Lehrerausbildung wurde Picard 1866 Lehrer in Badra. 1881 nach Sondershausen versetzt, wurde er schnell ein sehr aktives Mitglied mehrerer naturkundlich orientierter Vereine. Gleich Ende 1881 wurde er zum ordentlichen Mitglied des Fürstlichen Alterthumsvereins von Sondershausen ernannt. Ab 1889 war er Mitglied im Verein zur Beförderung der Landwirthschaft in Sondershausen, ab Mai 1892 als Schriftführer im Vorstand. Aus diesen Tätigkeiten gingen auch Publikationen hervor.
Überwiegend jedoch befasste er sich mit Fossilien des Muschelkalks in Thüringen (Schwarzburg-Sondershausen, Rudolstadt) und auch mit Paläobotanik. Seine Sammlung wird im Schlossmuseum Sondershausen aufbewahrt.
Von ihm stammen einige Erstbeschreibungen, darunter die Seelilie Holocrinus beyrichi (Picard, 1883) und die  Kopffüßer Balatonites sondershusanus und Balatonites spinosus, zwei Ammoniten. Er beschäftigte sich auch mit Orchideen, die von ihm beschriebene Art Ophrys ambusta K.Picard stellte sich jedoch als eine lokale Form der Fliegen-Ragwurz (Ophrys insectifera L. syn. muscifera Huds.) heraus.
Er erhielt das Schwarzburgische Ehrenkreuz IV. Klasse und die goldene Medaille für Verdienst um Kunst und Wissenschaft am Bande.
Karl Picard war mit Dorothee geb. Werner verheiratet. Der Geologe Edmund Picard war ein Sohn.
Er ist nicht mit dem leitenden Geologiedirektor am Geologischen Landesamt von Schleswig-Holstein Karl Picard (1916–1984) zu verwechseln.

## Schriften
- Ueber eine neue Crinoiden-Art aus dem Muschelkalk der Hainleite bei Sondershausen. In: Zeitschrift der Deutschen geologischen Gesellschaft. Bd. 35, 1883, S. 199–202, Tafel IX.
- Ueber Ophiuren aus dem oberen Muschelkalk bei Schlotheim in Thüringen. In: Zeitschrift der Deutschen geologischen Gesellschaft. Bd. 38, 1886, S. 876–882, Tafel XXVIII.
- Ueber zwei interessante Versteinerungen aus dem Untern Muschelkalk von Sondershausen. In: Zeitschrift für Naturwissenschaften. Bd. 60, 1887, S. 72–79.
- Ueber einige seltenere Petrefacten aus Muschelkalk. In: Zeitschrift der Deutschen geologischen Gesellschaft. Bd. 41, 1889, S. 635–640, Tafel XXVI.
- Ueber die geognostischen Verhältnisse der Unterherrschaft des Fürstenthums Schwarzburg-Sondershausen. Sondershausen: Eupel 1890. (43 Seiten. Separatdruck aus: Verhandlungen des Vereins zur Beförderung der Landwirthschaft zu Sondershausen. Jg. 51, 1890.)
- Ueber Balatonites sondershusanus n. sp. In: Zeitschrift der Deutschen geologischen Gesellschaft. Bd. 44, 1892, S. 483–487, Tafel XXIV.
- Ueber Cephalopoden aus dem unteren Muschelkalk bei Sondershausen. In: Zeitschrift der Deutschen geologischen Gesellschaft. Bd. 51, 1899, S. 299–309, Tafel XVI.
- Ein altes Stadtrecht von Schlotheim. In: Neue Mitteilungen aus dem Gebiet historisch-antiquarischer Forschungen. Bd. 21, 1903, S. 105–153.
- Die geognostischen Verhältnisse der Oberherrschaft des Fürstentums Schwarzburg-Sondershausen […]. Sondershausen: Eupel 1905. (36 Seiten.)
- Ueber eine neue Ophrys-Form. In: Zeitschrift für Naturwissenschaften. Bd. 77, 1905, S. 359–364.
- Campylosepia elongata n. sp. In: Zeitschrift der Deutschen Geologischen Gesellschaft. Bd. 62 (1910), 1911, S. 359–361.